# Rugby Lyons Piacenza
Maillots
Actualités
Dernière mise à jour : 21 décembre 2024.
Le Rugby Lyons Piacenza est un club de rugby à XV italien basé à Plaisance, en Émilie-Romagne. Il participe au championnat de Serie A Élite, la première division du championnat d'Italie de rugby à XV.
Le nom officiel du club est SITAV Rugby Lyons, du nom de son sponsor principal, la Società Italiana Treni Alta Velocità qui fabrique les rames du TGV italien.

## Historique
Le club a été fondé en 1963 par des étudiants de l'Istituto Tecnico Industriale de Plaisance, qui venaient de découvrir le rugby via leur équipe scolaire entraînée par Melchiorre Dadati. Le projet est impulsé par ce professeur d'éducation physique qui lors du repas de fin d'année où est fêtée la belle saison de l'équipe (finaliste de son championnat), il met ses étudiants au défi de fonder un club à la rentrée suivante.
Le nom du club semble avoir une origine potache entre camarades : il vient d'une marque de thé que l'un des garçons semblait boire dans le bar qui leur tenait lieu de quartier général.
Les statuts du club sont officiellement déposés le 13 septembre 1963 et Melchiorre Dadati en est à la fois le président, le trésorier, le secrétaire et l'entraineur. Le club démarre avec 1200 lires en banque (environ 13 €). Deux jeunes artistes sont chargés de créer l’emblème du club, toujours en usage aujourd'hui : un lion fumant nonchalamment le cigare.
Les Lyons sont inscrit dans le championnat régional junior. Hasard du calendrier, ils jouent leur premier match officiel face à l'autre club de la ville, le Terme S. Andrea Piacenza (victoire 6-3).
Le club se structure très vite : dès la saison 1964-65, il dispose d'une équipe réserve. La saison suivante, le club engage une équipe senior dans le championnat de Serie C. Mais l'expérience est abandonné et le club redevient dès la saison suivante exclusivement junior.
C'est seulement en 1972 que le club engagera à nouveau une équipe senior, en Serie D. L'équipe monte en Serie C dès la première année, puis accède à la Serie B en 1977. À cette époque les Lyons font figure de club solide et structuré.
C'est à l'issue de la saison 1981-82 que le club obtient sa première accession en Serie A. Les résultats sont irréguliers, le club enchaine des saisons qui ne se ressemblent pas, fait l'ascenseur en 1986 avec une descente suivie d'une remontée, puis une nouvelle relégation en 1989.
Au début des années 90, les Lyons sont une équipe de deuxième division dont l'objectif déclaré est de retrouver l'élite. Le club s'est relativement professionnalisé : un All Black est recruté (l'ouvreur Arthur Stone, 9 sél.). En 1991 le club remonte en Serie A1 et un de ses joueurs, Carlo Orlandi, est sélectionné pour disputer la Coupe du monde.
Mais si le club réussit à se maintenir la première saison, il est relégué l'année suivante et entame une période marquée par de nombreuses promotions et relégations jusqu'à se stabiliser plusieurs années en Serie B, la troisième division.
C'est en 2003 que les Lyons, entrainés par Claudio Deltrovi, remontent en Serie A (deuxième division).
Et enfin en 2014-15, les Lyons obtiennent leur tout premier titre national et sont promus en première division, le championnat Eccellenza à l'époque. L'équipe finit 9e et réussit à se maintenir mais descend l'année suivante. En 2019, nouveau titre de deuxième division et promotion en Top 12. Depuis les Lyons ont fini trois fois de suite à la 8e place du championnat.

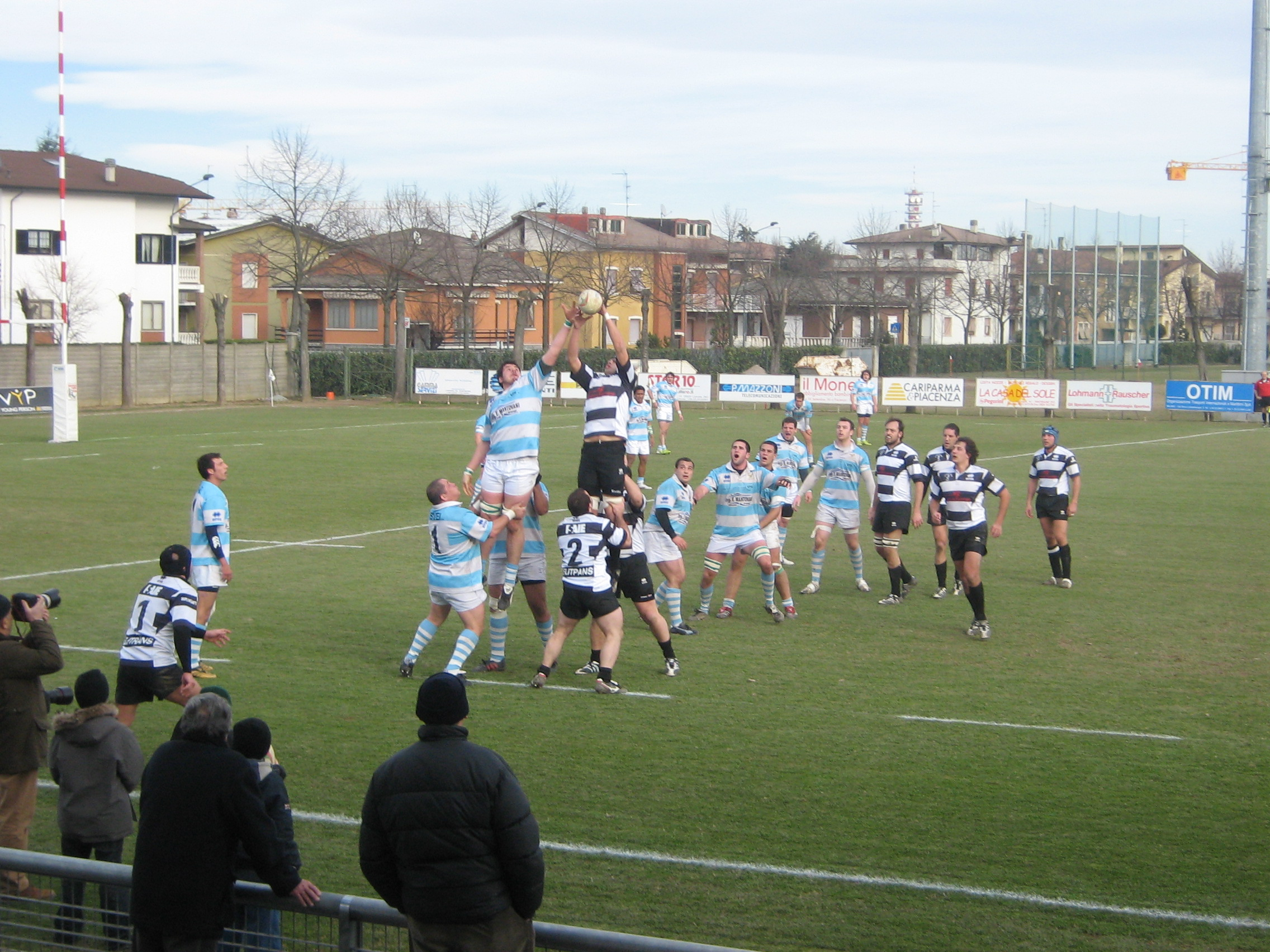
Match entre les Lyons et la Lazio en championnat de Série A 2007-08

## Palmarès
- Champion d'Italie de 2e division 2015 et 2019.

## Entraîneurs
- 1963-1970 : Melchiorre Dadati
- 1970-1973 : Enrico Botti
- 1973-1981 : Vincenzo De Masi
- 1981-1984 : Loredano Castagnola
- 1984-1987 : Vincenzo De Masi
- 1987-1989 : Nairn McEwan
- 1989-1990 : Gary Barkle
- 1990-1995 : Achille Bertoncini
- 1995-1996 : Carlo Dioli
- 1996-1998 : Achille Bertoncini
- 1998-2001 : Franco Ascantini
- 2001-2007 : Claudio Deltrovi
- 2007-2009 : Neil Loader
- 2009-2012 : Paolo Bassi et Paolo Orlandi
- 2012-2015 : Kelly Rolleston
- 2015-2017 : Achille Bertoncini
- 2017-2018 : Paolo Orlandi
- 2018-2019 : Emmanuele Solari et Davide Baracchi
- 2019-2022 : Gonzalo García
- 2022-2023 : Tino Paoletti
- 2023- : Bernardo Urdaneta

## Joueurs célèbres
- Massimiliano Capuzzoni
- Kelly Haimona
- Carlo Orlandi
- Tino Paoletti
- Fabio Staibano
- Giosuè Zilocchi